# Real Love (Lisa Stansfield-album)
A Real Love a brit énekes-dalszerző Lisa Stansfield második stúdióalbuma, melyet az Arista Records jelentetett meg 1991. november 11-én. Az album dalait Stansfield együtt írt Ian Devaney-vel, és Andy Moriss-szel. A "Real Love" pozitív értékelést kapott a kritikusoktól, és Top 10-es helyezés volt több ország slágerlistáin is. Az Egyesült Királyság kislemezlistáján a 3. helyezést érte el. Az albumról öt kislemezt jelentettek meg, köztük az első kimásolt  Change című dalt, mely az első helyezett volt az amerikai Hot Dance Club listán. A második kislemez az All Woman szintén slágerlistás helyezés volt, és az amerikai Hot R&B / Hip-Hop songs listán szintén első helyezést ért el. A "Real Love" című album újrakiadása 2014. november 10-én jelent meg az Egyesült Királyságban, és november 21-én Európában egy deluxe 2CD + DVD kiadásként.

## Előzmények
A nagyon sikeres debütáló Affection és a következő "Real Love" című stúdióalbum között Stansfield felvette a "Down in the Depths" című dalt, melyet Cole Porter írt 1936-ban. A dal szerepelt az 1990-ben megjelent AIDS jótékonysági albumán,  Red Hot + Blue című válogatás lemezen is. A dalhoz készült videót Philippe Gautier rendezte. 2003-ban a "Down in the Depths" felkerült Stansfield válogatás lemezére is, a Biography: The Greatest Hits címűre. Az album dalait Stansfield 1991-ben rögzítette.

## Tartalom
Az album dalait teljes egészében Stansfield írta Devaney és Morris közreműködésével. Az album 13 dalt tartalmaz, kivéve a Japán változat, melyen az albumon az "Everynever You're Gone" című bónusz dal is szerepel. A japán kiadásnak más a borítója is. Az album LP változata nem tartalmazza a "First Joy" és a "Little More Love" és "Tenderly" című dalokat. Észak-Amerikában az album dalai különböző sorrendekben szerepelnek a kiadványokon. 2003-ban az albumot egy limitált kiadású digipack formátumban is megjelentették három bónusz dallal. Úgy mint a "Whenever You're Gone", "Everything Will Get Better" (az All Woman kislemezen is szerepel) , valamint a "Change" Frankie Knuckles remixe.
A "Real Love" remaszterelt, és kibővített változata 2014. novemberében jelent meg egy 2CD + DVD decluxe kiadásként, és ritka dalokat, valamint 12-es változatokat tartalmaz. A DVD élő videókat, felvételeket, egy speciális interjút tartalmaz. A kiadványhoz egy 8 oldalas booklet is tartozik, mely fotókat, dalszövegeket, és feljegyzéseket tartalmaz. Ezt a bővített változatot az Egyesült Királyságban 2014. november 10-én jelentették meg, majd szerte Európában november 21-én került a boltokba. A The Collecton 1989-2003 című válogatás részeként a 2014-es "Real Love" újbóli adása tartalmazza a "Time to Make You Mine" című dal Bomb Squad Remixét, mely korábban nem jelent meg. A People Hold On ... The Remix Anthology pedig szintén a "Time to Make You Mine" Sunship remixét tartalmazza.

## Kislemezek
Az első kislemez a Change 1991. október 7-én jelent meg Európában, és rögtön slágerré vált. A dal Top 10-es helyezést ért el Olaszországban, Belgiumban, Spanyolországban, Hollandiában, és az Egyesült Királyságban. Az Egyesült Államokban a "Change" első helyezett volt a Hot Dance Club Songs listán, és a 12. a Hot R&B / Hip-Hop songs kislemezlistán. az Adult Contemporary listán a 13, míg a Billboard Hot 100 listán a 27. helyig sikerült jutnia. Kanadában a 10. helyezést volt. A második kislemez az All Woman 1991. december 9-én jelent meg, és az európai országok listáján Top 40-es helyezést ért el. Ideértve Olaszország, Egyesült Királyság,  Hollandia, Belgium és Svédország. A dal sikeres volt, és az amerikai Hot R&B / Hip-Hop Songs listán egy hétig listaelső volt. A Billboard Hot 100 kislemezlistán az 56. helyig sikerült csupán jutnia, és az Adult Contemporary listán a 21. helyezett volt. A kislemez B. oldalán az "Everything Will Get Better" című dal is slágerlistás helyezett volt, az amerikai Hot Dance Club Songs listán a 36. lett. A harmadik kimásolt európai kislemez, a Time to Make You Mine 1992. március 2-án jelent meg. Az Egyesült Királyságban a 14. Svájcban a 33. helyezett lett. A Set Your Loving Free című kislemez Európában a 4. és egyben az utolsó kislemezként jelent meg. A dal Top 40-es helyezést ért el, így a 28. lett az Egyesült Királyságban, és 36. Hollandiában. A harmadik Amerikában megjelent kislemez a Little More Love című dal 1992. június 30-án jelent meg, és 30. helyezés volt az amerikai Hot R&B / Hip-Hop songs listán. A kislemez B. oldalán a "Set Your Loving Free" kapott helyet, mely 20. lett a Hot Dance Club Songs listán.

## Kritikák
| Értékelések          |           |
| Értékelő             | Értékelés |
| AllMusic             | [ 1 ]     |
| Robert Christgau     | [ 2 ]     |
| Entertainment Weekly | A         |
| Musician             | Kedvező   |
| The New York Times   | Kedvező   |
| Q                    | [ 4 ]     |
| Rolling Stone        | [ 5 ]     |

A "Real Love" pozitív értékeléseket kapott a zenekritikusoktól. Alex Henderson az AllMusic-tól úgy jellemezte az albumot, hogy "határozott drágaköveket tartalmaz". Beleértve az "All Woman" című dalt, mely egy szívszorító ballada, valamint a "Soul Deep" és "Set Your Loving Free" című dalokat. Hozzátette, hogy a "Real Love" sokkal jobb, mint a 90-es évek R&B-je, és Stansfield egy nagy tehetség. Marisha Fox (Entertainment Weekly) kritikusa szerint Stansfield az albumon bizonyítja, hogy ő nemcsak egy újabb soul előadó, robusztus énekkel, és vágyakozással, hanem valóban az album szerelmi dalok gyűjteménye, melyben több hangszer is megszólal. És ez a Barry White féle hangszereléssel teljesen bámulatos. A "magányosság és szívfájdalom" megmutatkozik az albumon is, mely mélyen a szívébe, és a torkába nyúlik. Azonban nem látszik az érzelem, vagy az életminőség tünete, csak a szívfájdalom, és a magány. Azonban mégsem fél megszabadulni ezektől az érzelmektől. Ez különösen az It's Got to Be Real című dalban jelentkezik. Végső soron Stansfield reménytelenül romantikusként lép fel, és minden erejével és elhatározással rendelkezik a legrosszabb cinikusok átalakításához. Stephen Holden (Rolling Stone) szerint Stansfield az egyik olyan brit csillag, aki átszervezi a 70-es évek amerikai pop-soul stílusát. Dalírásával, valamint Devaney és Morris közreműködésével a retro diszkó keresztezik a hetvenes évek közepének soul stílusát. Az albumot különlegessé teszi Stansfield éneke, mely olyan buja, mint egy "olvadó csokoládé". Második albumán még gazdagabb a hangja, és a hangszerelés is sokkal jobb mint az debütáló albumán az "Affeciton"-on. Az album "drágaköve" az "All Woman" című ballada, mely személyre szabottan hangzik, mint Gladys Knight verziója. Az album összességében a "Set Your Loving Free" és "Real Love" című dalokkal együtt olyan, mint egy bársonyos valentin napi díszdoboz, melyben romantikus álmok vannak. A CD Universe szerint a "Real Love" csúcsminőségű dalokat tartalmaz, úgy mint a "Change" vagy az "All Woman" című dalok. Míg az első dal Stansfield esztétikájának energikus, klub orientál aspektusa, az utóbbi dal egy R&B ballada, mely erősíti az énekes hírnevét. Az album valódi varázsa abba rejlik, hogy a "Soul Deep" Stevie Wonder-szerű billentyűs vonalakat tartalmaz.

## Számlista
| #   | Cím                                | Szerző(k)                                 | Producer(ek)    | Hossz |
| --- | ---------------------------------- | ----------------------------------------- | --------------- | ----- |
| 1.  | Change                             | Lisa Stansfield, Ian Devaney, Andy Morris | Devaney, Morris | 5:39  |
| 2.  | Real Love                          | Stansfield, Devaney, Morris               | Devaney, Morris | 5:01  |
| 3.  | Set Your Loving Free               | Stansfield, Devaney, Morris               | Devaney, Morris | 5:03  |
| 4.  | I Will Be Waiting                  | Stansfield, Devaney, Morris               | Devaney, Morris | 5:03  |
| 5.  | All Woman                          | Stansfield, Devaney, Morris               | Devaney, Morris | 5:17  |
| 6.  | Soul Deep                          | Stansfield, Devaney, Morris               | Devaney, Morris | 4:10  |
| 7.  | Make Love to Ya                    | Stansfield, Devaney, Morris               | Devaney, Morris | 4:54  |
| 8.  | Time to Make You Mine              | Stansfield, Devaney, Morris               | Devaney, Morris | 4:55  |
| 9.  | Symptoms of Loneliness & Heartache | Stansfield, Devaney, Morris               | Devaney, Morris | 4:43  |
| 10. | It's Got to Be Real                | Stansfield, Devaney, Morris               | Devaney, Morris | 5:17  |
| 11. | First Joy                          | Stansfield, Devaney, Morris               | Devaney, Morris | 4:25  |
| 12. | Tenderly                           | Stansfield, Devaney, Morris               | Devaney, Morris | 3:20  |
| 13. | A Little More Love                 | Stansfield, Devaney, Morris               | Devaney, Morris | 4:35  |

| 14. | Whenever You're Gone | Stansfield, Devaney, Morris | Devaney, Morris | 4:06 |

| 14. | Whenever You're Gone            | Stansfield, Devaney, Morris | Devaney, Morris | 4:06 |
| 15. | Everything Will Get Better      | Stansfield, Devaney, Morris | Devaney, Morris | 5:00 |
| 16. | Change (Frankie Knuckles Remix) | Stansfield, Devaney, Morris | Devaney, Morris | 6:29 |

| 1.  | Change                                 | Stansfield, Devaney, Morris | Devaney, Morris | 5:39 |
| 2.  | Real Love                              | Stansfield, Devaney, Morris | Devaney, Morris | 5:01 |
| 3.  | Set Your Loving Free                   | Stansfield, Devaney, Morris | Devaney, Morris | 5:03 |
| 4.  | I Will Be Waiting                      | Stansfield, Devaney, Morris | Devaney, Morris | 5:03 |
| 5.  | All Woman                              | Stansfield, Devaney, Morris | Devaney, Morris | 5:17 |
| 6.  | Soul Deep                              | Stansfield, Devaney, Morris | Devaney, Morris | 4:10 |
| 7.  | Make Love to Ya                        | Stansfield, Devaney, Morris | Devaney, Morris | 4:54 |
| 8.  | Time to Make You Mine                  | Stansfield, Devaney, Morris | Devaney, Morris | 4:55 |
| 9.  | Symptoms of Loneliness & Heartache     | Stansfield, Devaney, Morris | Devaney, Morris | 4:43 |
| 10. | It's Got to Be Real                    | Stansfield, Devaney, Morris | Devaney, Morris | 5:17 |
| 11. | First Joy                              | Stansfield, Devaney, Morris | Devaney, Morris | 4:25 |
| 12. | Tenderly                               | Stansfield, Devaney, Morris | Devaney, Morris | 3:20 |
| 13. | A Little More Love                     | Stansfield, Devaney, Morris | Devaney, Morris | 4:35 |
| 14. | Whenever You're Gone                   | Stansfield, Devaney, Morris | Devaney, Morris | 4:06 |
| 15. | Time to Make You Mine (Sugar Lips Mix) | Stansfield, Devaney, Morris | Devaney, Morris | 6:43 |
| 16. | Change (Knuckles Mix)                  | Stansfield, Devaney, Morris | Devaney, Morris | 6:29 |

| 1.  | Set Your Loving Free (Extended Version)           | Stansfield, Devaney, Morris | Devaney, Morris | 6:00 |
| 2.  | Everything Will Get Better (Extended Mix)         | Stansfield, Devaney, Morris | Devaney, Morris | 8:04 |
| 3.  | Change (Driza Bone Mix)                           | Stansfield, Devaney, Morris | Devaney, Morris | 6:08 |
| 4.  | Time to Make You Mine (Bomb Squad Remix)          | Stansfield, Devaney, Morris | Devaney, Morris | 5:12 |
| 5.  | Make Love to Ya (The Floor Mix)                   | Stansfield, Devaney, Morris | Devaney, Morris | 6:26 |
| 6.  | Everything Will Get Better (Underground Club Mix) | Stansfield, Devaney, Morris | Devaney, Morris | 9:54 |
| 7.  | Time to Make You Mine (House Dub)                 | Stansfield, Devaney, Morris | Devaney, Morris | 4:45 |
| 8.  | Set Your Loving Free (Kenlou 12")                 | Stansfield, Devaney, Morris | Devaney, Morris | 7:26 |
| 9.  | Everything Will Get Better (Sax on the Beach Mix) | Stansfield, Devaney, Morris | Devaney, Morris | 6:35 |
| 10. | Time to Make You Mine (Kenlou Supa Mix)           | Stansfield, Devaney, Morris | Devaney, Morris | 6:30 |
| 11. | Set Your Loving Free (Mellow Mix)                 | Stansfield, Devaney, Morris | Devaney, Morris | 4:53 |
| 12. | Change (Misty Dub Mix)                            | Stansfield, Devaney, Morris | Devaney, Morris | 7:23 |

| 1. | Change (Promo Video)                     | Stansfield, Devaney, Morris      | Devaney, Morris |  |
| 2. | All Woman (Promo Video)                  | Stansfield, Devaney, Morris      | Devaney, Morris |  |
| 3. | Time to Make You Mine (Promo Video)      | Stansfield, Devaney, Morris      | Devaney, Morris |  |
| 4. | Set Your Loving Free (Promo Video)       | Stansfield, Devaney, Morris      | Devaney, Morris |  |
| 5. | Change (US Version) (Promo Video)        | Stansfield, Devaney, Morris      | Devaney, Morris |  |
| 6. | A Little More Love (Promo Video)         | Stansfield, Devaney, Morris      | Devaney, Morris |  |
| 7. | 'Tain't Nobody's Biz-ness if I Do (Live) | Porter Grainger, Everett Robbins |                 |  |
| 8. | All Woman (Live)                         | Stansfield, Devaney, Morris      | Devaney, Morris |  |
| 9. | 2014 Interview with Mark Goodier         |                                  |                 |  |

## Slágerlista
| Slágerlista (1991)                                  | Legjobb helyezés |
| --------------------------------------------------- | ---------------- |
| Ausztrália (ARIA Top 50 Albums)                     | 40               |
| Ausztria (Ö3 Austria Top 40)                        | 21               |
| Kanada Canadian Albums (RPM)                        | 31               |
| Hollandia (Dutch Charts Album Top 100)              | 5                |
| Európa European Albums (Top 100)                    | 9                |
| Finnország Finnish Albums (Suomen virallinen lista) | 25               |
| Franciaország French Albums (SNEP)                  | 23               |
| Németország German Albums (Offizielle Top 100)      | 9                |
| Olaszország Italian Albums (Hit Parade Italia)      | 17               |
| Japán Japanese Albums (Oricon)                      | 38               |
| Új-Zéland (Recorded Music NZ Top 40 Albums)         | 25               |
| Spanyolország Spanish Albums (PROMUSICAE)           | 41               |
| Svédország (Sverigetopplistan Top 60 Albums)        | 16               |
| Svájc (Schweizer Hitparade Top 100 Albums)          | 18               |
| Egyesült Királyság (UK Albums Chart)                | 3                |
| USA Billboard 200                                   | 43               |
| USA Top R&B/Hip-Hop Albums (Billboard)              | 6                |

| Slágerlista (1991)                                     | Helyezés |
| ------------------------------------------------------ | -------- |
| Egyesült Királyság UK Albums (OCC)                     | 28       |
| Olaszország Italian Albums (Hit Parade Italia)         | 79       |
| Slágerlista (1992)                                     | Helyezés |
| Franciaország French Albums (SNEP)                     | 40       |
| Németország German Albums (Offizielle Top 100)         | 48       |
| Egyesült Királyság UK Albums (OCC)                     | 17       |
| Egyesült Államok US Billboard 200                      | 97       |
| Egyesült Államok US Top R&B/Hip-Hop Albums (Billboard) | 18       |

## Kiadási előzmények
| Régió                          | Dátum              | Label  | Formátum      | Katalógus       |
| ------------------------------ | ------------------ | ------ | ------------- | --------------- |
| Európa                         | 1991. november 11. | Arista | CD, MC, LP    | 262 300         |
| Japán                          | 1991. november 15. | Arista | CD, MC, LP    | BVCA-124        |
| Egyesült Államok Észak-Amerika | 1991. november 19. | Arista | CD, MC, LP    | 07822-18679-2   |
| Európa                         | 2003. június 2.    | Arista | Remastered CD | 82876 522252    |
| Egyesült Királyság             | 2014. november 10. | Edsel  | 2CD+DVD       | 7 40155 80543 2 |
| Európa                         | 2014. november 21. | Edsel  | 2CD+DVD       | 7 40155 80543 2 |

### Minősítések
| Ország                 | Minősítés  | Eladások |
| ---------------------- | ---------- | -------- |
| Kanada Music Canada    | arany      | 50.000   |
| Németország BVMI       | arany      | 250.000  |
| Franciaország SNEP     | arany      | 231.800  |
| Svájc IFPI Switzerland | platina    | 25.000   |
| Egyesült Királyság BPI | 2x platina | 600.000  |
| Egyesült Államok RIAA  | arany      | 500.000  |